# 長紋黛眼蝶
長紋黛眼蝶（Lethe europa）也稱玉帶蔭蝶、白帶蔭蝶、竹木蝶、白條蔭蝶，是黛眼蝶屬中的一種蝴蝶，為該屬模式種。

## 描述
本種具雌雄二型性，屬中型眼蝶。
雄蝶：體背褐色，腹面灰白。頭黑褐，觸角黑褐帶乳白紋，末端裸露；複眼密被毛，後緣白色。下唇鬚黑褐色、具白條紋。胸部與足為褐色，前足具刷狀毛、跗節退化。前翅長29-35 mm，近三角形，翅頂鈍，前緣略凸，外緣略凹；後翅卵形、外緣波狀，M3脈末端具小尾突。翅背面褐色，前翅翅頂近側有兩白斑，亞外緣有明暗細帶；後翅有列狀黑褐斑紋，向後漸小。翅腹面橄欖綠，前翅具白色斜帶與眼紋，眼紋呈內凹排列；後翅眼紋中含阿米巴形黑斑，外凸排列，內側具白線。緣毛白中帶褐。
雌蝶：外型與雄蝶相近，前足正常、具刺、毛較少。前翅背面具明顯白色斜帶，黑斑與眼紋較雄蝶明顯。
共同特徵包括：前、後翅外緣略波狀，翅腹面帶綠或橄欖色調，具橙色細帶與白邊，外側有眼紋列（黑斑鑲白環，形狀不規則，含白點），並有白線貫穿翅基至內側。緣毛黑白相間。

## 分布
本種廣泛見於東洋區。台灣本島於中低海拔地區皆可見。

## 生態習性
棲息於常綠闊葉林與竹林，一年多世代，全年可見成蝶活動。成蝶飛行敏捷快速，幼蟲以禾本科的孟宗竹、綠竹、佛竹等竹類植物為食。

## 資料來源
1. 1 2  徐堉峰，梁家源，黃智偉，沈宗諭. . 農業部林業及自然保育署. 2021/12. ISBN 9786267100523.
2. ↑  徐堉峰. . 台中市: 晨星出版社. 2013. ISBN 978-986-177-668-2.

## 外部連結
- 维基共享资源上的相關多媒體資源：長紋黛眼蝶
- 維基物種上的相關：長紋黛眼蝶